# のじま型巡視船
のじま型巡視船（のじまがたじゅんしせん、英語: Nojima-class patrol vessel）は、海上保安庁が運用していた巡視船の船級。分類上はPL型、公称船型は900トン型。

## 来歴
海上保安庁では、1954年に運輸省中央気象台（後の気象庁）から旧海軍の海防艦5隻の編入を受けて、おじか型巡視船として運用してきた。これらは巡視船としての警備救難業務を遂行するとともに、「おじか」「あつみ」の2隻を中心として、中央気象台時代からの気象観測船としての業務として、室戸岬の南方約500キロに設定された南方定点での気象観測も行ってきた。
しかしこれらの海防艦はいずれも戦時急造艦であり、特に過酷な海況でも避航が難しい定点観測業務にあたっては、やはり老朽化は深刻であった。このことから、昭和36・37年度予算で、海防艦型巡視船のうち、まず定点観測に従事していた2隻の代船が計画された。これによって建造されたのが本型である。

## 設計
上記の経緯より、本型では気象観測船としての性能を重視した設計が行われた。台風圏内で漂泊ないし航走しつつ、安全に観測業務を継続できるように復原性能を確保し、また漂泊時に船首が風上に切り上がるよう、船型は平甲板型、風圧中心を水圧中心の後方1.0～1.5メートルのところに来るよう配慮した。さらに本型では、新造巡視船として初めてMN式減揺水槽が設置された。これは東京大学工学部の元良誠三教授が考案したもので、1961年より、ちふり型巡視船「しきね」において運用試験が行われていた。本型の場合、とくに定点観測中に船が停止してラジオゾンデを放つ際、船体の揺れが抑制されたおかげで失敗が減少し、観測員から好評であった。
また定点観測は、高温多湿の海域で舷窓や出入り口を密閉し、長期間の行動が求められるにもかかわらず、海防艦型巡視船は戦時急造型であり、居住性が劣悪であったことの反省から、本型では士官室・観測員室・科員室に冷房装置を設けるほか、居室を少人数化するなど、居住性にも配慮した設計とされている。なお2番船「おじか」は北方配備も想定して、居住区画にポリウレタンによる防熱工事を施工するとともに、操舵室をウイングまで取り込んだ全視界型とした。
主機関としては、低速での安定した運転と、荒天避航の際の速力発揮を両立でき、信頼性に優れた2サイクル無過給の中速ディーゼルエンジンである浦賀-スルザー6MD42が採用された。また電源は交流225ボルトで、出力120 kVAの主発電機2基、出力70 kVAの副発電機1基が搭載された。

## 運用
定点観測の期間以外は、巡視船として通常の警備救難任務に就いていた。
富士山レーダー等の気象レーダーや気象衛星「ひまわり」の拡充に伴い、南方観測は1981年11月に廃止された。これ以降、本型は警備救難を主任務とする巡視船として運用された。

## 同型船
| 計画年度 | #     | 船名   | 建造所   | 竣工          | 所属           | 解役          |
| -------- | ----- | ------ | -------- | ------------- | -------------- | ------------- |
| 昭和36年 | PL-11 | のじま | 浦賀船渠 | 1962年4月30日 | 横浜(第三管区) | 1989年8月18日 |
| 昭和37年 | PL-12 | おじか | 浦賀船渠 | 1963年6月10日 | 塩釜(第二管区) | 1991年9月21日 |